# Parakit

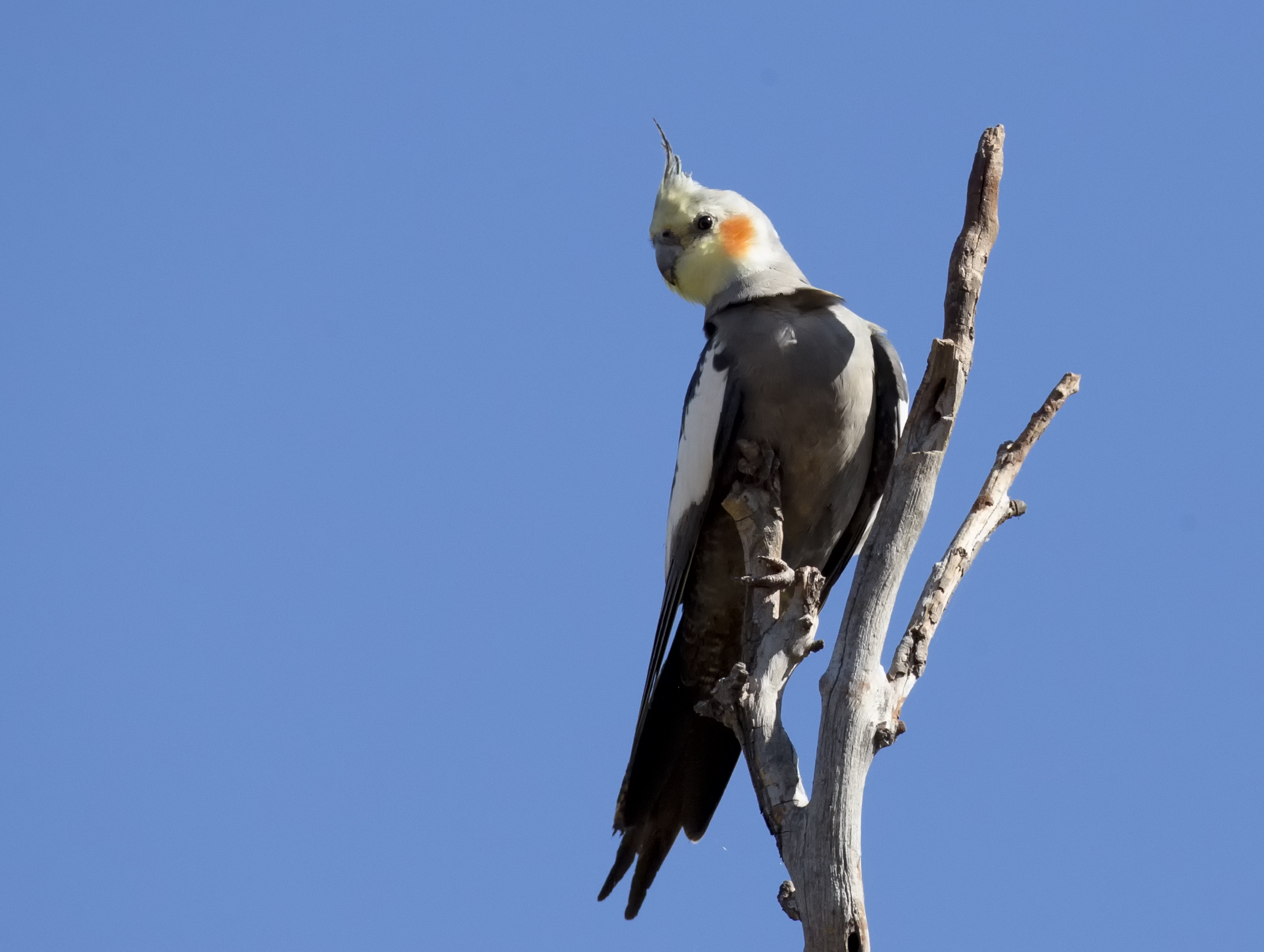
Nymfparakit ingår i underfamiljen kakaduor.

Parakit (uttal: [para'ki:t]; efter franskans perroquet, 'papegoja') är en ovetenskaplig benämning för vissa papegojor. Det används som gemensamt namn på de långstjärtade papegojorna inom underfamiljen  Psittacinae – utom arapapegojorna. Samma namn har getts till nymfparakiten, inom underfamiljen kakaduor. Parakit är därför ett polyfyletiskt begrepp som inkluderar fågelarter med olika härstamning. 
Även vissa av dessa släkten, som innehåller parakiter, har fått relaterade namn. Detta inkluderar halsbandsparakiter, kilstjärtparakiter och kungsparakiter (Alisterus).
På engelska används parakit eller motsvarande ord (engelska: parakeet) som allmänt vardagsuttryck för mindre, långstjärtade papegojor som används som sällskapsdjur. Detta inkluderar då bland annat undulat (på engelska kallad budgerigar, budgie, common [pet] parakeet eller shell parakeet).

## Bildgalleri

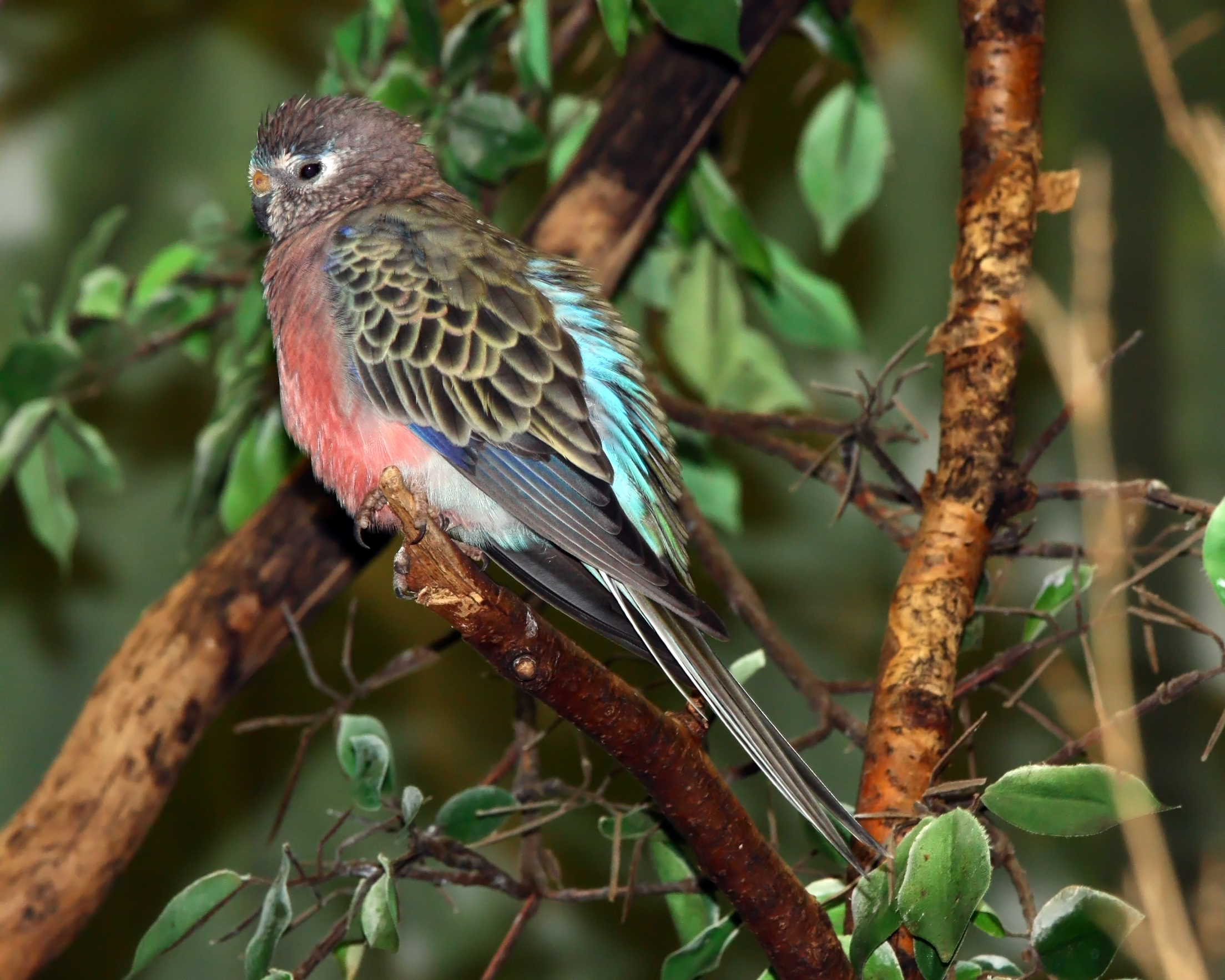
Pastellparakit (Neopsephotus bourkii).
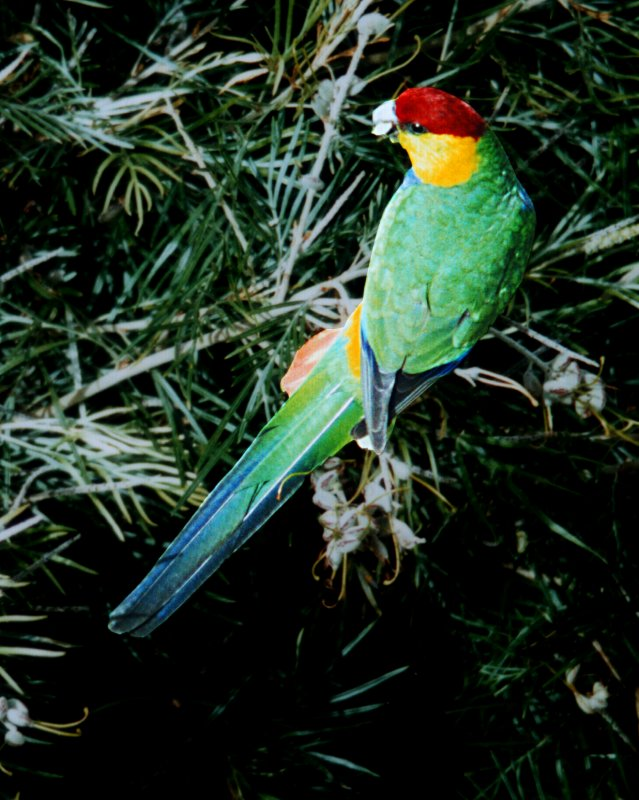
Purpurbröstad parakit (Purpureicephalus spurius).
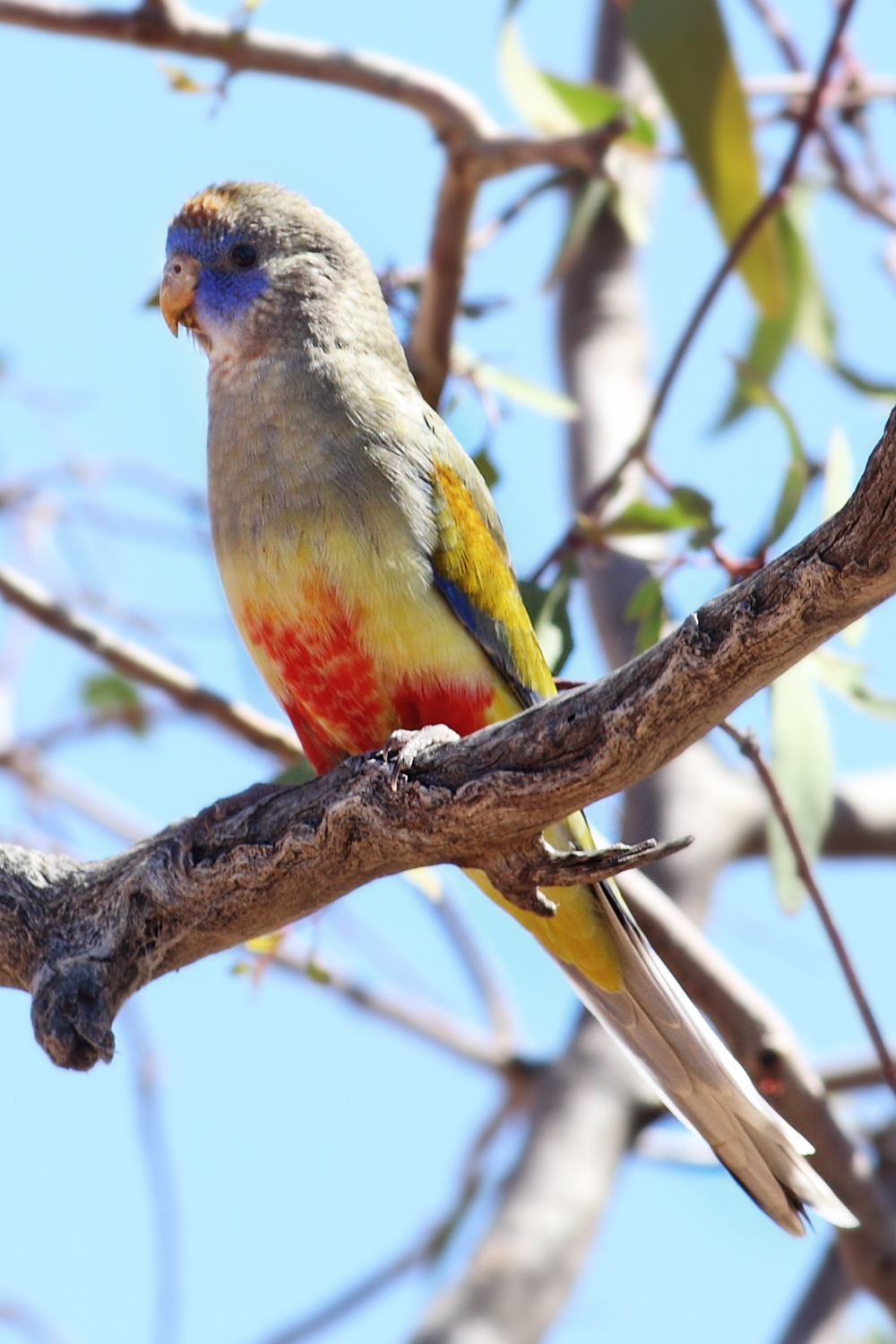
Östlig blåmaskparakit (Northiella haematogaster).
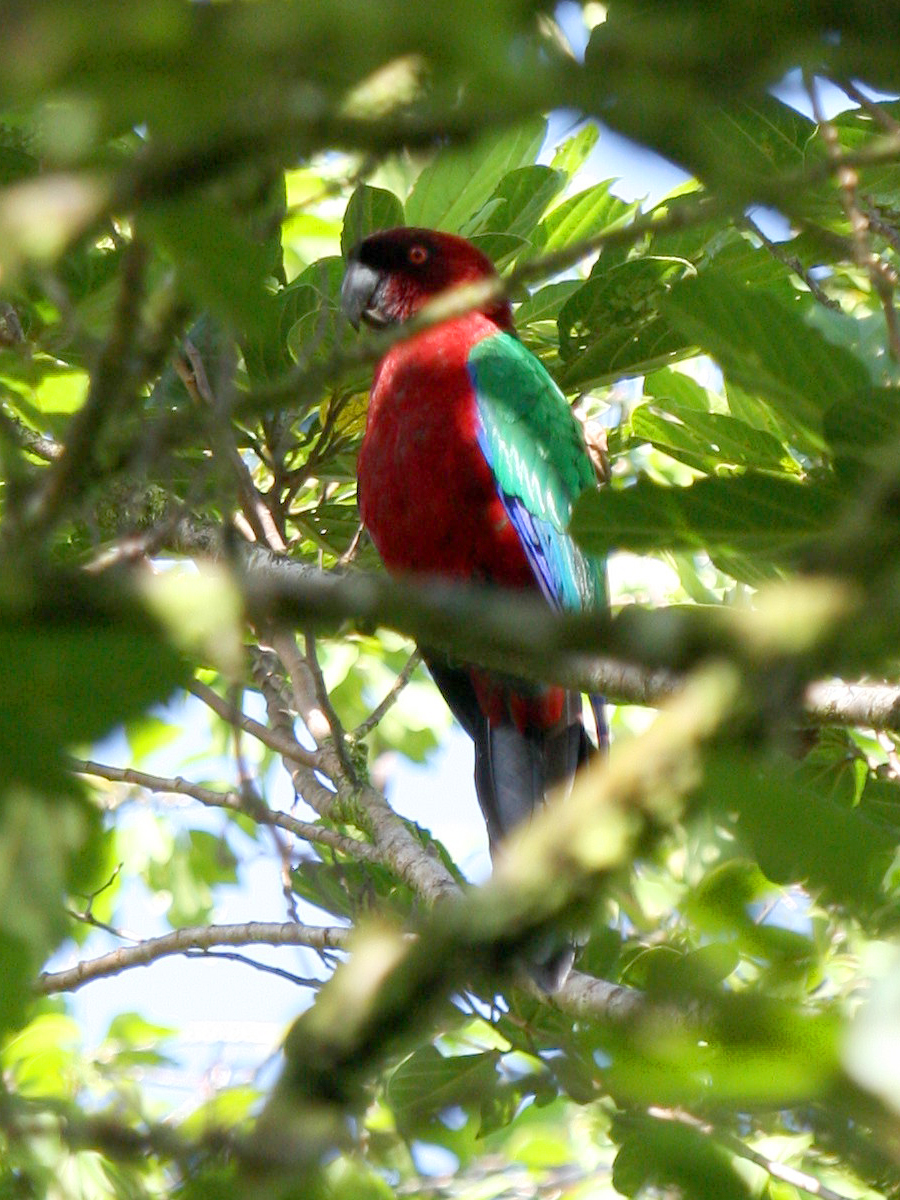
Vinröd glansparakit (Prosopeia tabuensis).